# Hyacinthe Chapuis
Pour les articles homonymes, voir Chapuis.
Hyacinthe Adrien Joseph Chapuis (2 mars 1764 - Carpentras (Vaucluse) ✝ 28 novembre 1817 - Paris), est homme politique français des XVIIIe et XIXe siècles. 

## Biographie
Hyacinthe Adrien Joseph Chapuis appartint, sous l'Ancien Régime, à la « congrégation de doctrinaires » ou prêtres de la doctrine chrétienne, congrégation séculière qui est supprimée par la Révolution française.
Chapuy adopte les idées nouvelles, devient administrateur à Carpentras, et est élu, le 28 vendémiaire an IV, par 65 voix, député de Vaucluse au Conseil des Cinq-Cents. Le Conseil l'autorise dans la séance du 6 thermidor, à figurer comme témoin, avec d'autres représentants, à la réquisition de l'accusateur public du tribunal criminel du Gard, dans le procès d'un nommé Messonnier, prévenu de conspiration.

Le 9 brumaire an VI, il combat le projet qui tend à assimiler aux émigrés français les habitants du Comtat Venaissin, sortis ne leur pays avant sa réunion à la France : 

« Ce sont tous des ouvriers, dit-il, de petits marchands ou de vieux serviteurs. Grossir la liste des malheureux, quand la paix vient rendre le bonheur au monde, ce ne peut être l'intention des représentants d'un grand peuple. »

Le 8 floréal, il prend part à la discussion sur les théâtres, et demande que par un règlement, les théâtres soient tenus de ne point éloigner de leur répertoire les chefs-d'œuvre de Corneille, Racine, etc.
Chapuy se rallie à la politique de Napoléon Bonaparte qui le nomme (5 frimaire an X) secrétaire général de la préfecture des Bouches-du-Rhône. L'année suivante (6 germinal an XI), une décision du Sénat conservateur l'appelle à représenter le département de Vaucluse (département) au Corps législatif : cette fonction lui est confirmée le 8 mai 1811. Il siège ainsi pendant toute la durée de l'Empire.
Membre de la Légion d'honneur du 4 frimaire an XII, Chapuy a été créé chevalier de l'Empire le 28 janvier 1809.
Il est, de plus, élu, le 13 mai 1815, représentant à la « Chambre des Cent-Jours » par l'arrondissement de Carpentras, avec l'unanimité des votants (au nombre de 18).

## Carrière politique
- Administrateur à Carpentras ;
- Député de Vaucluse :
  - Au Conseil des Cinq-Cents (28 vendémiaire an IV) ;
  - Au Corps législatif (6 germinal an XI, confirmé le 8 mai 1811) ;
  - À la Chambre des représentants (France) (13 mai 1815 : Cent-Jours) ;
- Secrétaire général de la préfecture des Bouches-du-Rhône (5 frimaire an X).

## Titres
- Chevalier de l'Empire (28 janvier 1809).

## Distinctions
- Chevalier de la Légion d'honneur (4 frimaire an XII).

## Armoiries
| Figure | Blasonnement |
|        | Armes du Chevalier Hyacinthe Adrien Joseph Chapuis et de l'Empire « D'azur à un chevron de gueules chargé du signe des chevaliers légionnaires, accompagné en chef de deux étoiles d'or et en pointe d'une foi d'argent. » |